# Krakowskie Przedmieście od strony Bramy Krakowskiej
Krakowskie Przedmieście od strony Bramy Krakowskiej – obraz olejny namalowany przez Bernardo Bellotto w Warszawie w latach 1767–1768.

## Historia
Wedutysta Bernardo Bellotto znalazł zatrudnienie na dworze króla Stanisława Augusta Poniatowskiego. W latach 1767–1780 powstało 26 wedut warszawskich, które miały udekorować Przedpokój Senatorski w Zamku Królewskim w Warszawie. „Krakowskie Przedmieście od strony Bramy Krakowskiej” było jednym z pierwszych obrazów serii. Obraz powstał między 1767 a 1768 rokiem. Do przygotowania rysunku malarz użył camera obscura. Należał do kolekcji królewskiej Stanisława Augusta. W katalogu z 1795 roku oznaczony numerem 430 z francuskim tytułem „Vue de Varsovie prise de la Porte de Cracovie”. Wywieziony do Rosji wraz z wyposażeniem zamku w ramach represji po powstaniu listopadowym. Po 1832 roku w Petersburgu na licu u dołu po lewej oznaczono go czerwonym numerem inwentarza rosyjskich zbiorów cesarskich – 4578. Po podpisaniu traktatu ryskiego w 1921 roku pomiędzy Polską a Rosją Sowiecką, wszystkie weduty Bellotto powróciły do Warszawy, ale nie na Zamek Królewski. Przetrwały wojnę. Zamek odzyskał serię wedut w 1983 roku, od 1984 „Krakowskie Przedmieście od strony Bramy Krakowskiej” i pozostałe obrazy prezentowane są na wystawie stałej (nr katalogowy ZKW/449).

## Opis
Krakowskie Przedmieście było częstym motywem warszawskich wedut Bellotto. Artysta uwiecznił fragment placu Zamkowego wraz z kolumną Zygmunta. Uwidocznione budowle to: kościół św. Klary (nieistniejący), kościół św. Anny, Brama Małachowskich, rokokowa kamienica kupca Johna. Z dokładnością prawie fotograficzną ukazane zostało codzienne życie stolicy: zaprzęgi, mieszczanie, handlarze, kominiarze, zwierzęta. Dzięki precyzji w oddaniu detali architektonicznych zarówno „Krakowskie Przedmieście od strony Bramy Krakowskiej”, jak i inne weduty warszawskie Bellotto, zostały wykorzystane przy odbudowie miasta ze zniszczeń niemieckich po II wojnie światowej.

## Wystawy
Weduta wypożyczana była do szeregu muzeów w Europie: Museo Correr w Wenecji (2001), Museum of Fine Arts, Houston (2001), Muzeum Historii Sztuki w Wiedniu (2002–2003), Muzeum Luwru (2004–2005), Musée des Beaux-Arts de Nancy (2005), Palazzo Sarcinelli w Conegliano (2011–2012) oraz prezentowana na wystawie Skarby sztuki z polskich kolekcji, Zamek Królewski w Warszawie – Muzeum w Japonii: Tokio, Osace, Kitakiusiu i Hiroszimie (2010–2011).